# 洛阳站
洛阳站位于中华人民共和国河南省洛阳市西工区道南路，是郑州局集团直属的客货一等站，始建于1919年，有陇海铁路途经本站。洛阳站主要办理陇海线旅客列车的接发及始发终到作业，同时还办理各衔接专用线的取送车作业及部分小运转列车的解编作业。

## 历史
车站始建于1912年，原名金谷园站，有3.5条股道。1957年新建面积3427平方米的站房一座，其中候车室1076平方米、售票室528平方方米、行包房831平方米；同时他规模扩建车站站场。1959年1月车站更名洛阳站，原洛阳站更名洛阳东站，成为陇海铁路在河南西部的主要车站。
1982年车站新建3条到发线、1条存车线和1条牵出线，负责原由洛阳东站担当的陇海上行直通货车的接发和技术作业。1988年车站重建站房，1992年建成投用，站场设有2条正线、4条客车到发线和4条货车到发线。1996年10月不再办理货物列车技术作业，同年开始修建客车技术站，1997年投入使用。
2007年3月23日，洛阳站新建4站台工程动工。4站台是在拆除原货车到发线10道的基础上修建。4站台于4月18日启用。同时修建洛阳至洛阳东运转场第三线。
2009年，为迎接洛阳国际邮展和洛阳牡丹花会，洛阳站投资680万元人民币对车站进行了改造。改造工程包括翻新售票大厅、1号站台、出站地道等，以提升洛阳的城市形象。
2018年洛阳市对车站站前广场进行改造，主要改造内容包括车站站房外立面及坡屋顶改造、重建新建行包房、新建安检厅、地面广场铺装及绿化等，大部分工程于2022年6月投用。其中为配合洛阳地铁2号线工程，将铁路出站口由地面改至地下一层，和地铁洛阳火车站和其他接驳交通实现无缝换乘，2023年10月投用。

## 车站结构

### 站房

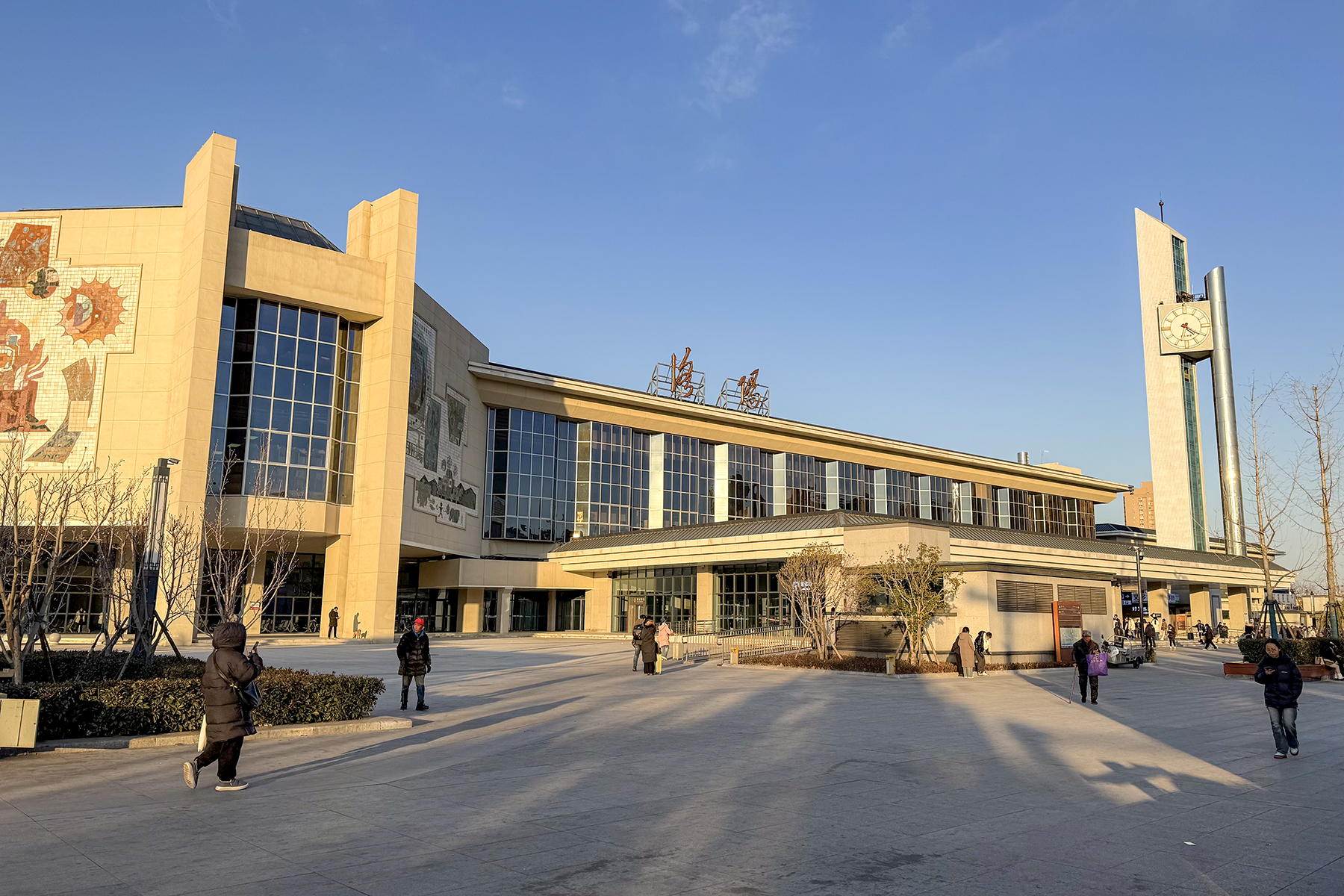
侧面望洛阳站站房、从左到右可见壁画《先祖瑰宝》、《文明摇篮》、安检厅和钟塔

洛阳站站房于1992年投入使用，宽274米、进深60米、高25米、建筑面积21000平方米。外立面采用全铝结构、展开面积1070平方米的玻璃幕墙装饰，外立面西侧设有三角形结构，两边外墙分别设有《文明摇篮》、《先祖瑰宝》两幅壁画。站前设有高63米的钟塔，位于洛阳城市中轴线上。
车站入口设有面积总面积约1500平方米的安检厅。主站房一层进站中庭面积905平方米，东侧设贵宾、软席和母子候车室；西侧中间设面积1600平方米的普通候车室（第二候车室）；候车室西侧则为行包房，面积2134平方米。
二层结构向站场方向挑出5.4米，底层架空于1站台上。中庭二层面积751平方米，北侧墙面设有三彩壁画《天中春秋》；中庭两侧为第三和第四候车室，其中东二厅（第三候车室）候车室1965平方米，西二厅（第四候车室）候车室1965平方米，两侧内院设有卫生间。
车站售票综合大楼位于站房东侧面积3899平方米，一层设有22个售票窗口，建于2006年。
- 二层中庭《天中春秋》壁画
- 第三候车室
- 进站天桥
- 到达大厅

### 站场

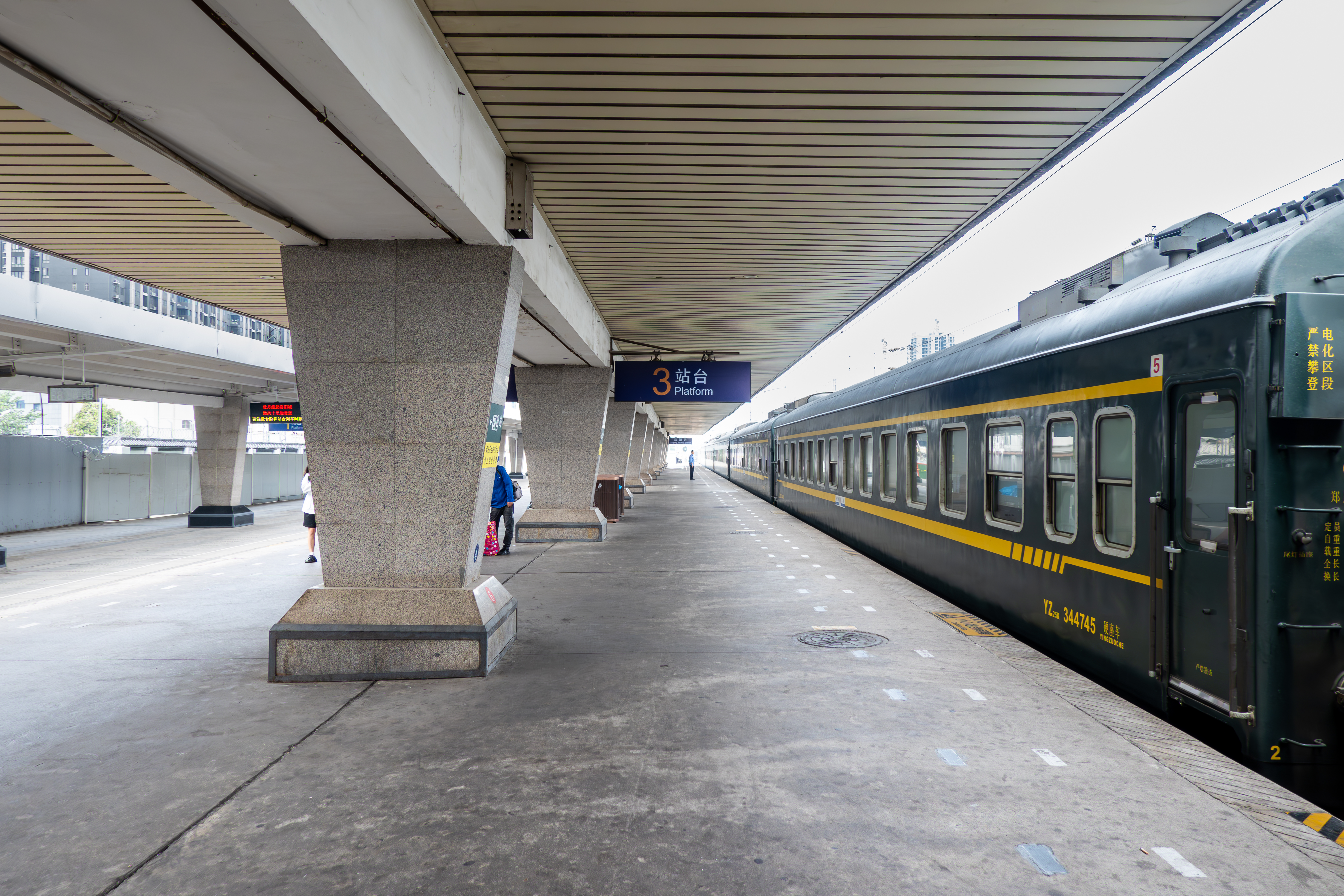
3站台

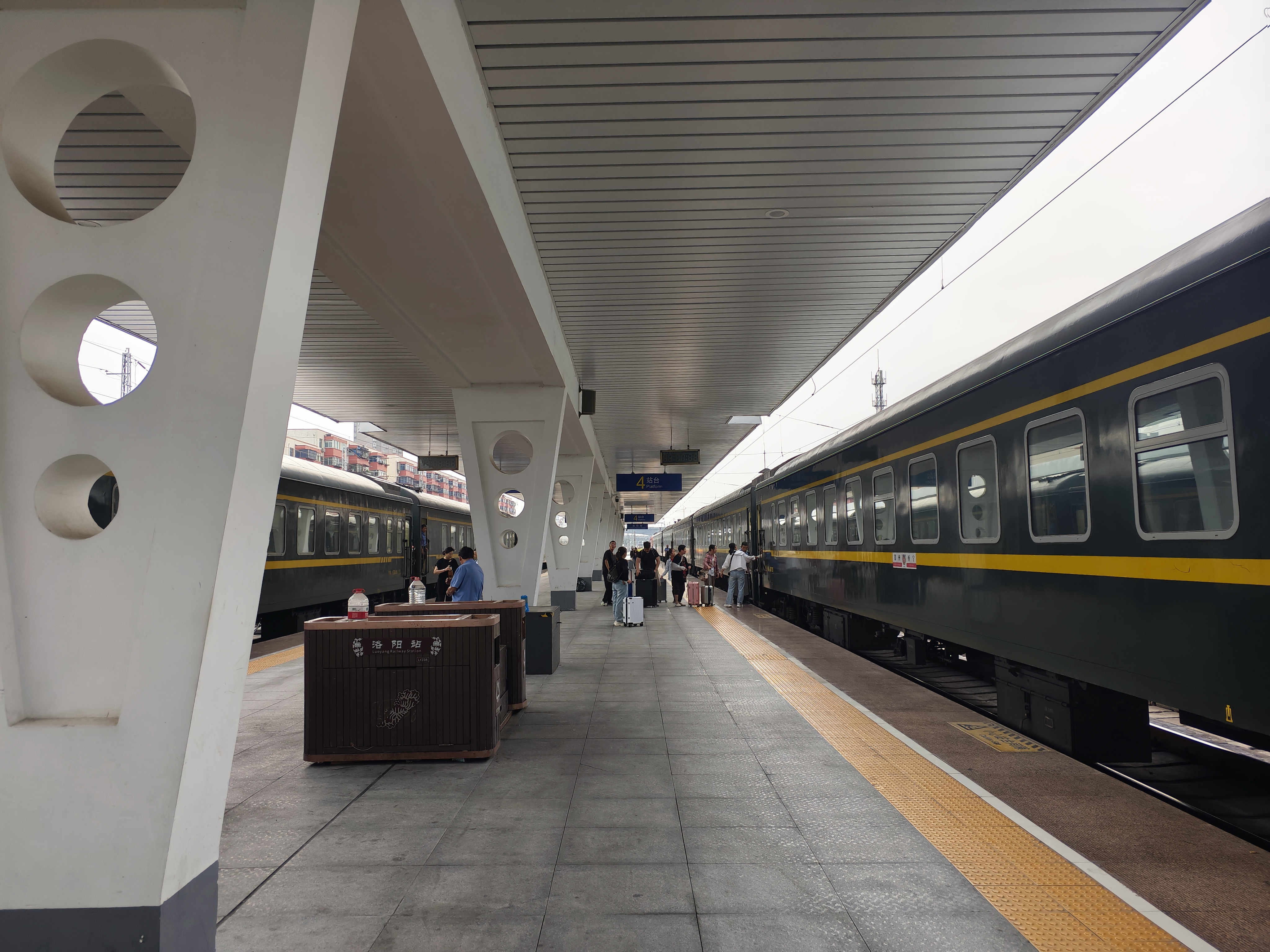
4、5站台

洛阳站现有正线2条，旅客列车到发线6条。设宽14.6米基本站台1座，中间站台3座。
车站东端北侧设洛阳机务段客运机车折返段，西端北侧设有客车整备所，另有4条专用线群在站内接轨。
| 北↑  |      |                                               |  |
| 12道 |      | 到发线                                        |  |
| 10道 | 7    | 到发线                                        |  |
|      | 岛式 |                                               |  |
| 8道  | 6    | 到发线                                        |  |
| 6道  | 5    | 到发线                                        |  |
|      | 岛式 |                                               |  |
| 4道  | 4    | 到发线                                        |  |
| Ⅱ道  |      | （洛阳西站）陇海铁路 上行正线（洛阳东运转场） |  |
| Ⅰ道  |      | （洛阳西站）陇海铁路 下行正线（洛阳东运转场） |  |
| 3道  | 3    | 到发线                                        |  |
|      | 岛式 |                                               |  |
| 5道  | 1/2  | 到发线                                        |  |
|      | 侧式 |                                               |  |
| 南↓  | 站房 |                                               |  |

## 旅客列车目的地
| 车次             | 目的地   |
| ---------------- | -------- |
| K270             | 北京豐臺 |
| K590（淡季停運） | 北京西   |
| K736             | 上海     |
| K758             | 广州白云 |
| K538             | 深圳     |
| K166             | 寧波     |
| K330             | 天津     |
| K32              | 福州     |
| 4708             | 南陽     |

## 下辖车站
洛阳车站是中国铁路郑州局集团下辖的直属车站，主要承担洛阳铁路枢纽客、货运到发业务、陇海、焦柳2大干线客货列车接发及货物列车中转和改编作业，以及徐兰高铁郑西段的客运到发业务，下辖以下车站和线路所：
- 普速：洛阳、洛阳东、洛阳北、关林、宜阳、李屯、洛阳东疏解区线路所、焦枝线107线路所
- 高铁：郑州西、巩义南、洛阳龙门、渑池南、三门峡南、灵宝西

## 负面评价

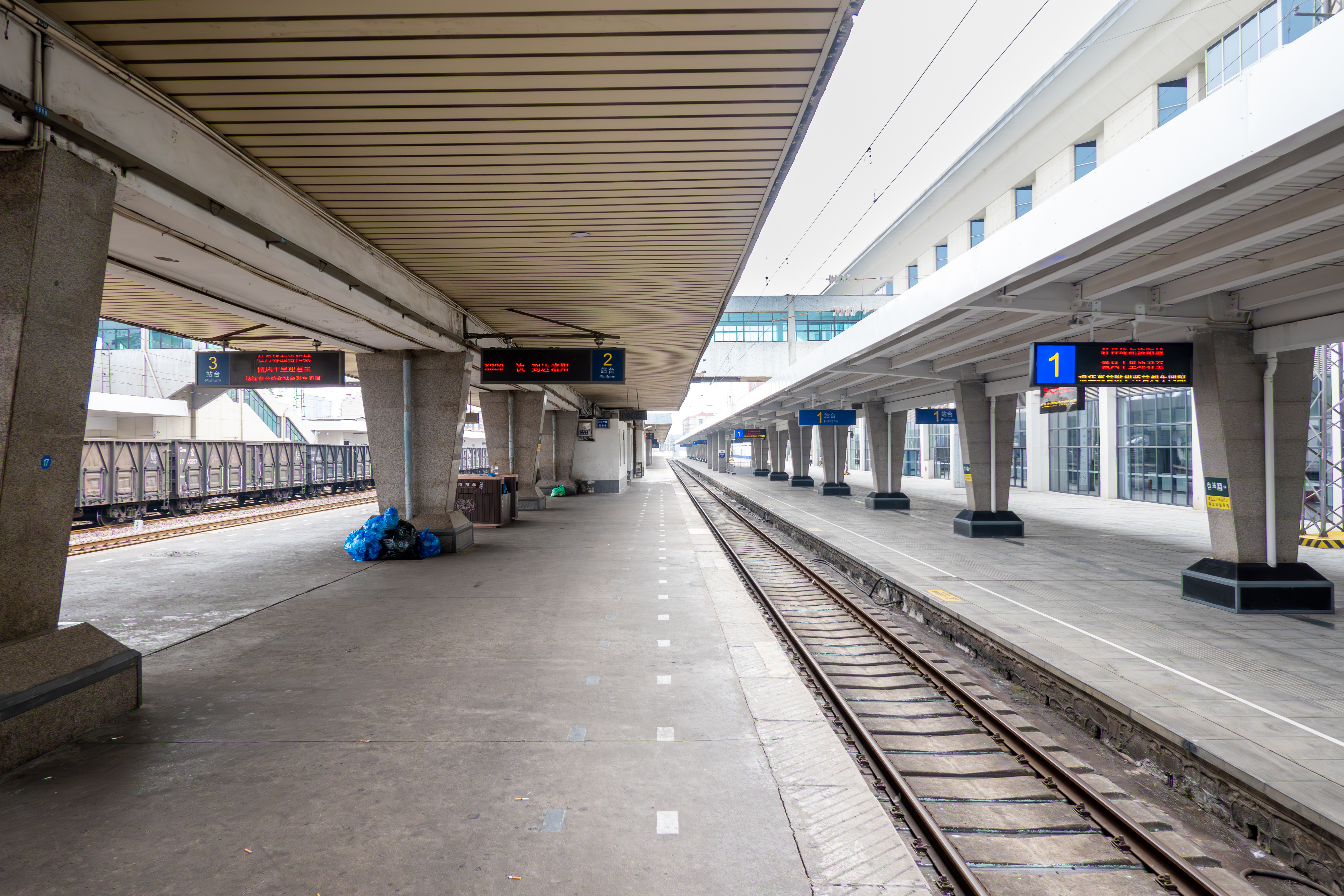
夹于1站台（低站台）和2站台（高站台）的5道

洛阳站因历史原因，车站站线设计存在严重缺陷，站线和机走配置不合理，经常导致列车晚点问题。在洛阳站没有4站台的时候，下行车的旅客列车时有在洛阳东站，上行车在洛阳西站进行待避，同时还有在接发能力紧张的情况还存在机外停车的可能，整个站区时常拥堵不堪。所以旅客和铁路员工中存在“火车好坐，洛阳难过”的说法。
铁路部门通过洛阳疏解区的联络线建设与完善，以及洛阳站拆除两股道修了4站台来应急，通过上述措施洛阳站基本上解决了上行车拥堵的问题。但是这并没有解决下行紧张的问题：因为下行只有两条站线，且二站台和一站台之间只有一条站线，无法满足全部旅客列车的停靠需要，部分列车陇海下行仍需在洛阳东站、白马寺站等其他车站进行待避作业。
而部分经由焦柳线通过洛阳疏解线和陇海铁路进洛阳站的旅客列车，由于焦柳铁路的列车运行图安排的过于宽松，以及有功率较大的和谐3C型电力机车牵引而经常发生早点现象：比如西安局担当的K82/3次旅客列车，到关林站的时间经常早于图定时刻半个小时以上。而太原局担当的K239/40次旅客列车最长早点一小时，因此许多列车经常需以低于15km/h的速度通过洛阳东站及其新货场，进入陇海正线。甚至在洛阳站下行站线极度拥堵的情况下进洛阳东站待避。因此洛阳东站被中国大陆铁路迷称为“洛东蹭”。同时，因为在洛阳站东入口附近的定鼎路上跨立交桥存在一个较大的电分相，经验不足或不熟悉该路段的机车乘务员很容易因为操作不当致使车速过慢，从而导致停在分相无法驶出发生事故，造成列车晚点。
而且，因为5道夹在一站台和二站台之间，形成“两台夹一线”的奇特状况。

## 接驳交通

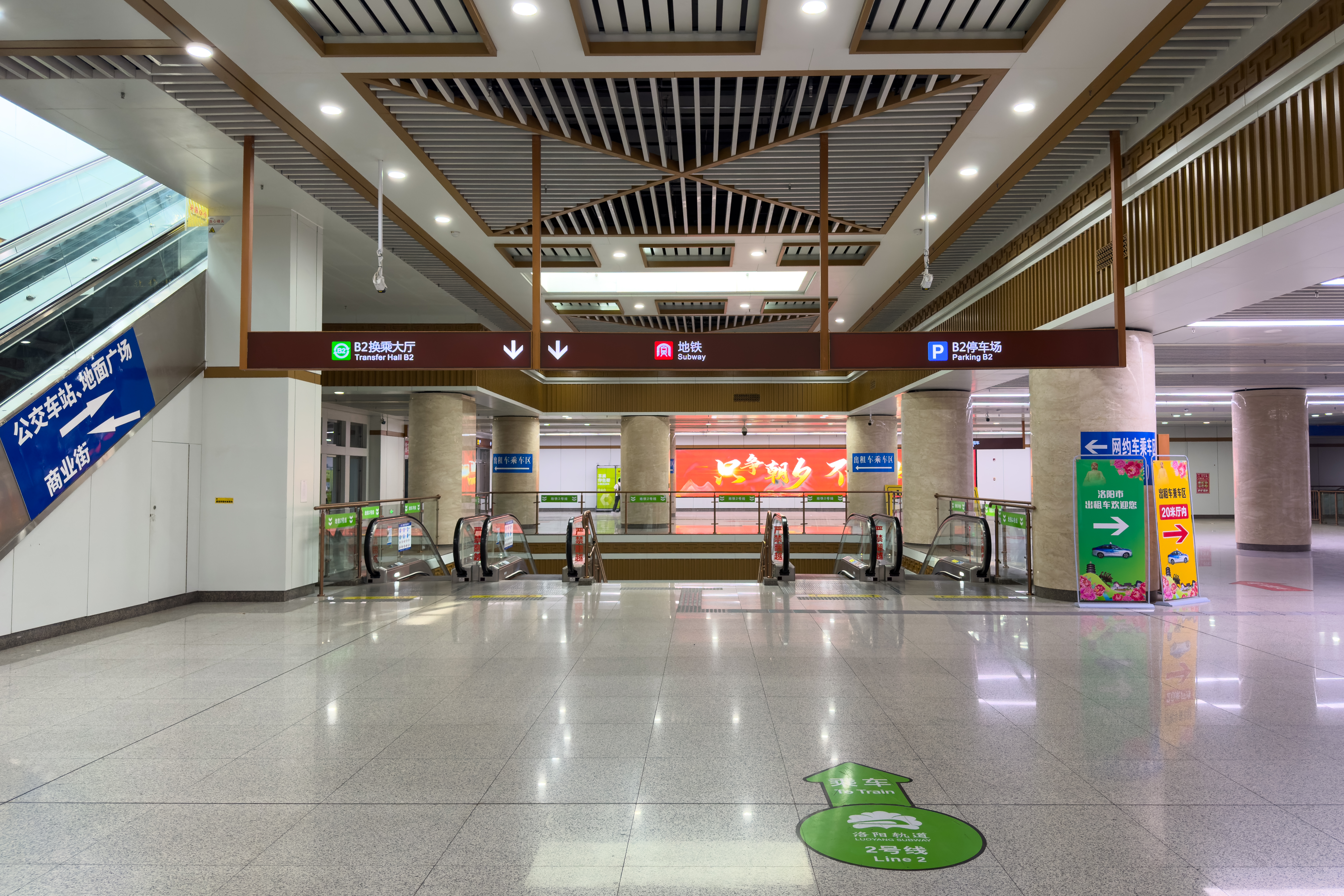
换乘大厅入口

洛阳站南广场综合交通枢纽位于洛阳站南广场。负一层换乘大厅连接铁路出站口，可接驳出租车，并设有连接通往洛阳汽车站的地道；负二层连接洛阳地铁洛阳火车站、社会停车场和网约车上客区；公交站和共享单车乘车点则位于南广场地面。